# Fiend Without a Face
Fiend Without a Face è un film del 1958 diretto da Arthur Crabtree ed interpretato da Marshall Thompson, Kynaston Reeves, Michael Balfour e Kim Parker.
Il film venne distribuito nei cinema britannici dalla Eros Films; venne distribuito nei cinema statunitensi nel giugno 1958 dalla MGM in doppia programmazione con Lo strangolatore folle.
La sceneggiatura di Herbert J. Leder era basata sul racconto del 1930 "The Thought Monster" di Amelia Reynolds Long, originariamente pubblicato nel numero di marzo 1930 della rivista Weird Tales.

## Produzione
Fu l'agente letterario Forrest J Ackerman, rappresentante della scrittrice Long, a mediare la vendita dei diritti della storia "The Thought Monster" ai produttori del film.
Lo sceneggiatore Leder doveva originariamente dirigere il film, ma essendo americano, non è stato in grado di ottenere in breve tempo un permesso di lavoro nel Regno Unito ed è stato così sostituito da Crabtree. Thompson in seguito disse che quando si presentò il primo giorno delle riprese e guardò la sceneggiatura, Crabtree affermò che non era il film per dirigere il quale era stato assunto, poiché lui non faceva film sui "mostri". Dopo un'accesa discussione con i produttori, Crabtree lasciò il set e non si presentò per diversi giorni. Nel frattempo, lo stesso Thompson ha diretto parte del film.
Fiend Without a Face è stato realizzato interamente in Inghilterra. La sua ambientazione canadese è stata scelta perché attirasse sia il pubblico cinematografico americano che quello britannico. 
Le creature cerebrali visibili del film sono state create utilizzando l'animazione a passo uno, una pratica insolita per un thriller di fantascienza a basso budget dell'epoca. Il regista di queste sequenze di effetti è stato Florenz Von Nordoff, mentre il vero passo uno è stato realizzato a Monaco dal partner di Nordhoff, l'artista tedesco degli effetti speciali K. L. Ruppel. Peter Neilson era a capo della troupe britannica degli effetti pratici.

## Distribuzione
Nel luglio 1958, Fiend Without a Face debuttò negli Stati Uniti al Rialto Theatre nel Theatre District di New York City. 

## Accoglienza

### Botteghino
Secondo i registri della MGM, Fiend Without a Face è stato distribuito in doppia programmazione con Lo strangolatore folle; insieme, hanno guadagnato 350.000 dollari negli Stati Uniti e in Canada e 300.000 dollari in Inghilterra e altrove. Poiché il budget stimato del film era di 50.000 sterline, questo ha portato a un profitto di 160.000 dollari.

### Critica
Con una valutazione del 67% sul sito Rotten Tomatoes, Fiend Without a Face è considerato uno dei migliori film di serie B degli anni '50. James Rolfe ha definito il film il "miglior film di cervelli assassini di sempre" e ha affermato che "potrebbe essere il film più cruento del suo tempo". Le recensioni successive si sono concentrate sui valori di produzione del film di serie B e sulla mancanza di una trama coerente. Nella recensione di Leonard Maltin, ha osservato: "... climax orribile, buoni effetti speciali." Marcella Papandrea di The Super Network ha detto a proposito del film: "Anche se il film inizia in modo un po' difficile, trova le sue basi abbastanza rapidamente e diventa piuttosto coinvolgente ed intenso."